# Osías Ramírez Gamarra
Osías Ramírez Gamarra (Bolívar, Cajamarca, 6 de agosto de 1976) es un político, empresario y administrador peruano. Fue  Congresista de la República del Perú  por el Departamento de Cajamarca. Actualmente es Director de la Federación Peruana de Fútbol 2021 - 2025

## Biografía
Es hermano menor del alcalde de Cajamarca y excongresista Reber Joaquín Ramírez Gamarra.
Ingresó a la Escuela Técnica del Ejército donde estudio Enfermería, culminando también la Carrera de Administración de Empresas en la Universidad Alas Peruanas. Además cuenta con Grado de Magíster en Administración Estratégica de Empresas por la Pontificia Universidad Católica del Perú.
En las elecciones regionales del 2014 postula a la Presidencia Regional de Cajamarca por el Partido Fuerza Popular, quedando en segundo lugar con el 18 % de la votación; detrás del reelegido, con más del 44 % de la votación, Gregorio Santos.
En 2016 postula al Congreso de la República del Perú por el departamento de Cajamarca con el número 1 de la lista del Partido Fuerza Popular, obteniendo la mayor votación departamental y por lo tanto el cargo de congresista. Tras la disolución del Congreso decretado por el Presidente Martín Vizcarra su cargo congresal llegó a su fin el 30 de septiembre de 2019.
Al igual como su hermano ha sido acusado de lavado de activos de acuerdo a un informe de la Unidad de Inteligencia Financiera de la Superintendencia de Banca y Seguros del Perú.
Actualmente es Director de la Federación Peruana de Fútbol periodo 2021 - 2025